# 趙蕃
趙蕃（1143年—1229年），字昌父，號章泉，其先祖為鄭州人。
靖康之變後，居信州玉山（今屬江西）。師從劉清之，以曾祖趙旸恩蔭补州文学，调浮梁（今景德镇）尉、连江（今福建连江）主簿，皆不赴任，又曾爲太和（今江西泰和县）主簿。後调辰州司理参军，因与知州争狱罢官。居家三十三年，五十歲問學於朱熹。能詩，宗黄庭堅，與韓淲（號澗泉）合稱“二泉先生”。
理宗紹定二年，以直秘閣致仕，不久卒，享壽八十七。
景定三年，秘閣修撰鄭協等人請示朝廷贈予諡號，於是得到文節的諡號。